# (1595) Tanga
(1595) Tanga es un asteroide perteneciente al cinturón de asteroides descubierto el 19 de junio de 1930 por Harry Edwin Wood y Cyril V. Jackson desde el observatorio Union de Johannesburgo, República Sudaficana.

## Designación y nombre
Tanga recibió inicialmente la designación de 1930 ME.
Más tarde se nombró por el puerto tanzano de Tanga.

## Características orbitales
Tanga orbita a una distancia media del Sol de 2,647 ua, pudiendo alejarse hasta 2,938 ua. Su inclinación orbital es 4,165° y la excentricidad 0,11. Emplea en completar una órbita alrededor del Sol 1573 días.